# Льевр
Льевр (фр. Lièpvre) — коммуна на северо-востоке Франции в регионе Гранд-Эст (бывший Эльзас — Шампань — Арденны — Лотарингия), департамент Верхний Рейн, округ Кольмар — Рибовилле, кантон Сент-Мари-о-Мин. До марта 2015 года коммуна в составе кантона Сент-Мари-о-Мин административно входила в состав округа Рибовилле.
Площадь коммуны — 12,55 км², население — 1747 человек (2006) с тенденцией к стабилизации: 1710 человек (2012), плотность населения — 136,3 чел/км².

## Население
Численность населения коммуны в 2011 году составляла 1743 человека, а в 2012 году — 1710 человек.
| 1962 | 1968 | 1975 | 1982 | 1990 | 1999 | 2005 | 2006 | 2010 | 2011 | 2012 |
| ---- | ---- | ---- | ---- | ---- | ---- | ---- | ---- | ---- | ---- | ---- |
| 1601 | 1639 | 1520 | 1536 | 1558 | 1632 | 1733 | 1747 | 1756 | 1743 | 1710 |

Динамика населения:

## Экономика
В 2010 году из 1130 человек трудоспособного возраста (от 15 до 64 лет) 864 были экономически активными, 266 — неактивными (показатель активности 76,5 %, в 1999 году — 73,1 %). Из 864 активных трудоспособных жителей работали 759 человек (399 мужчин и 360 женщин), 105 числились безработными (56 мужчин и 49 женщин). Среди 266 трудоспособных неактивных граждан 89 были учениками либо студентами, 108 — пенсионерами, а ещё 69 — были неактивны в силу других причин.
На протяжении 2011 года в коммуне числилось 724 облагаемых налогом домохозяйства, в которых проживало 1735,5 человек. При этом медиана доходов составила 19409 евро на одного налогоплательщика.

## Достопримечательности (фотогалерея)

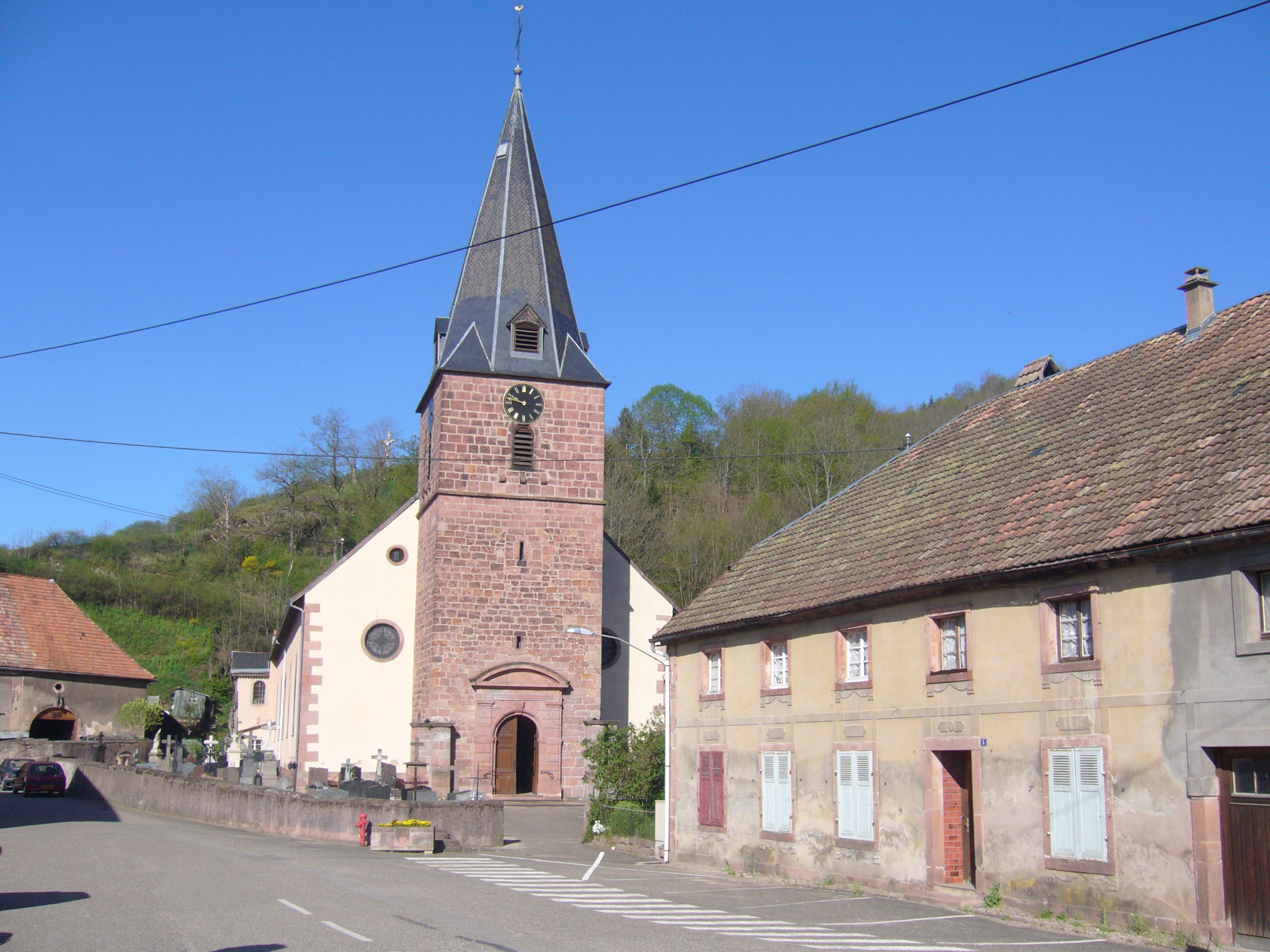
Церковь
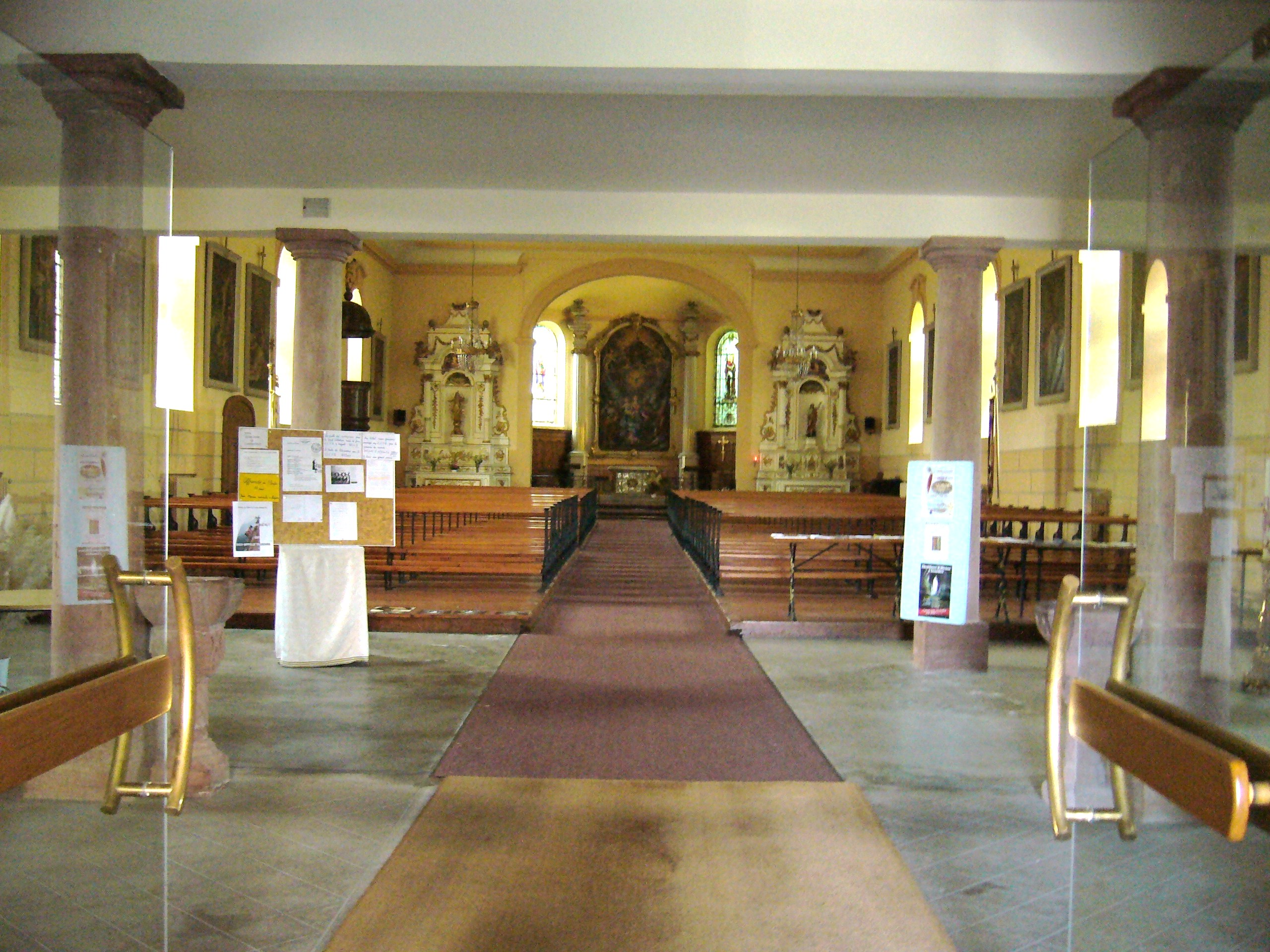
Интерьер
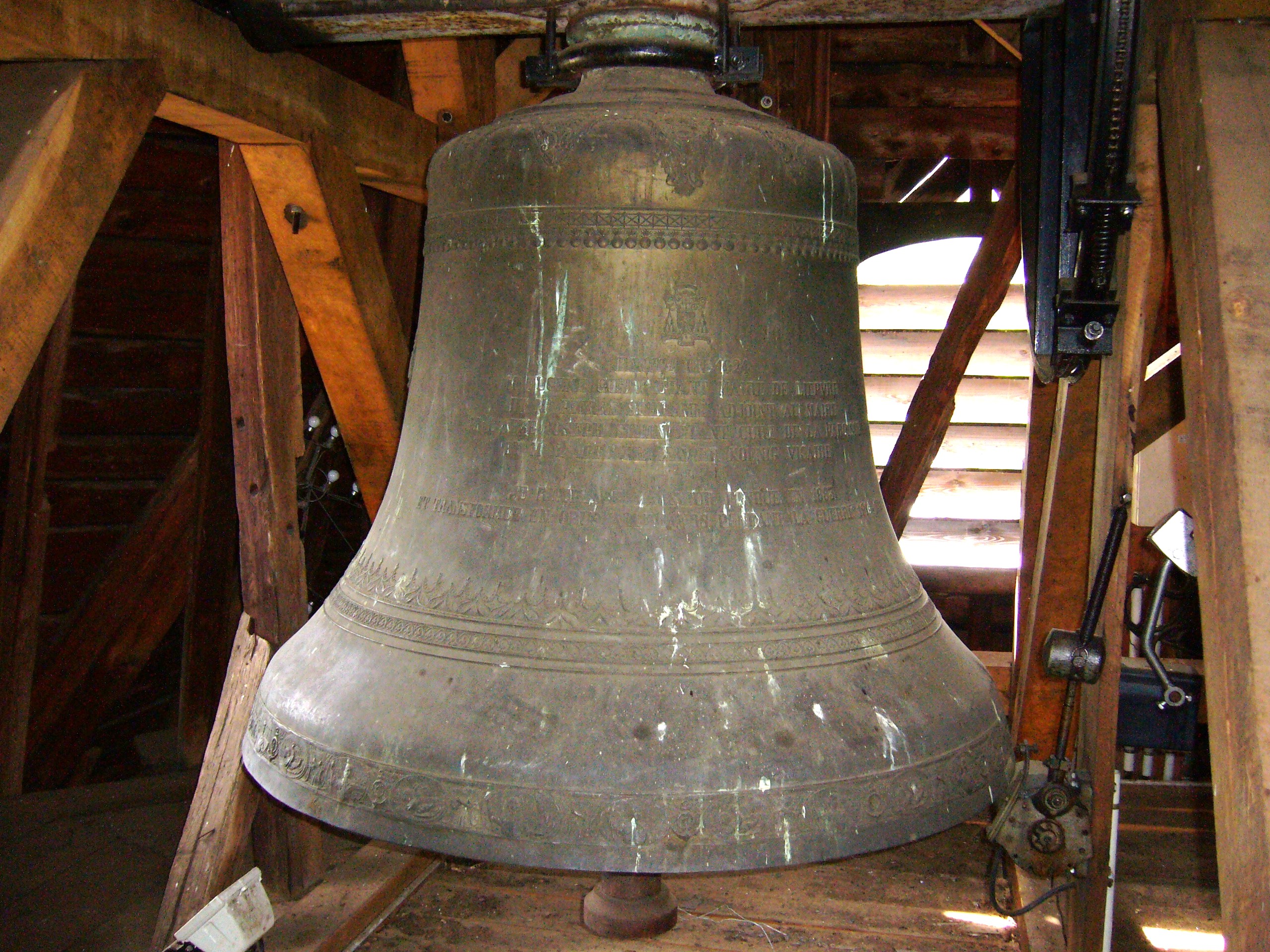
Колокол (отлит в 1542)
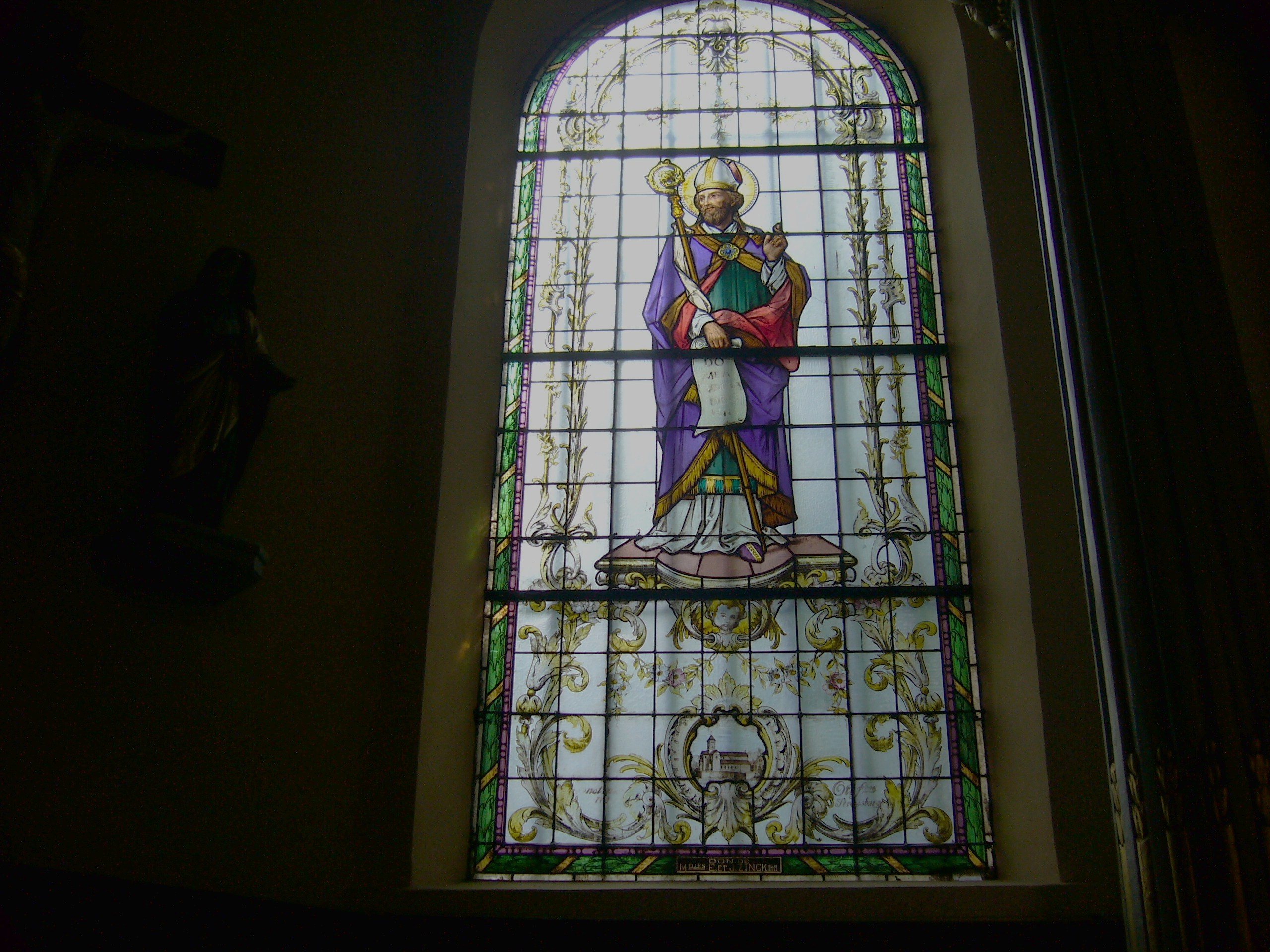
Витраж
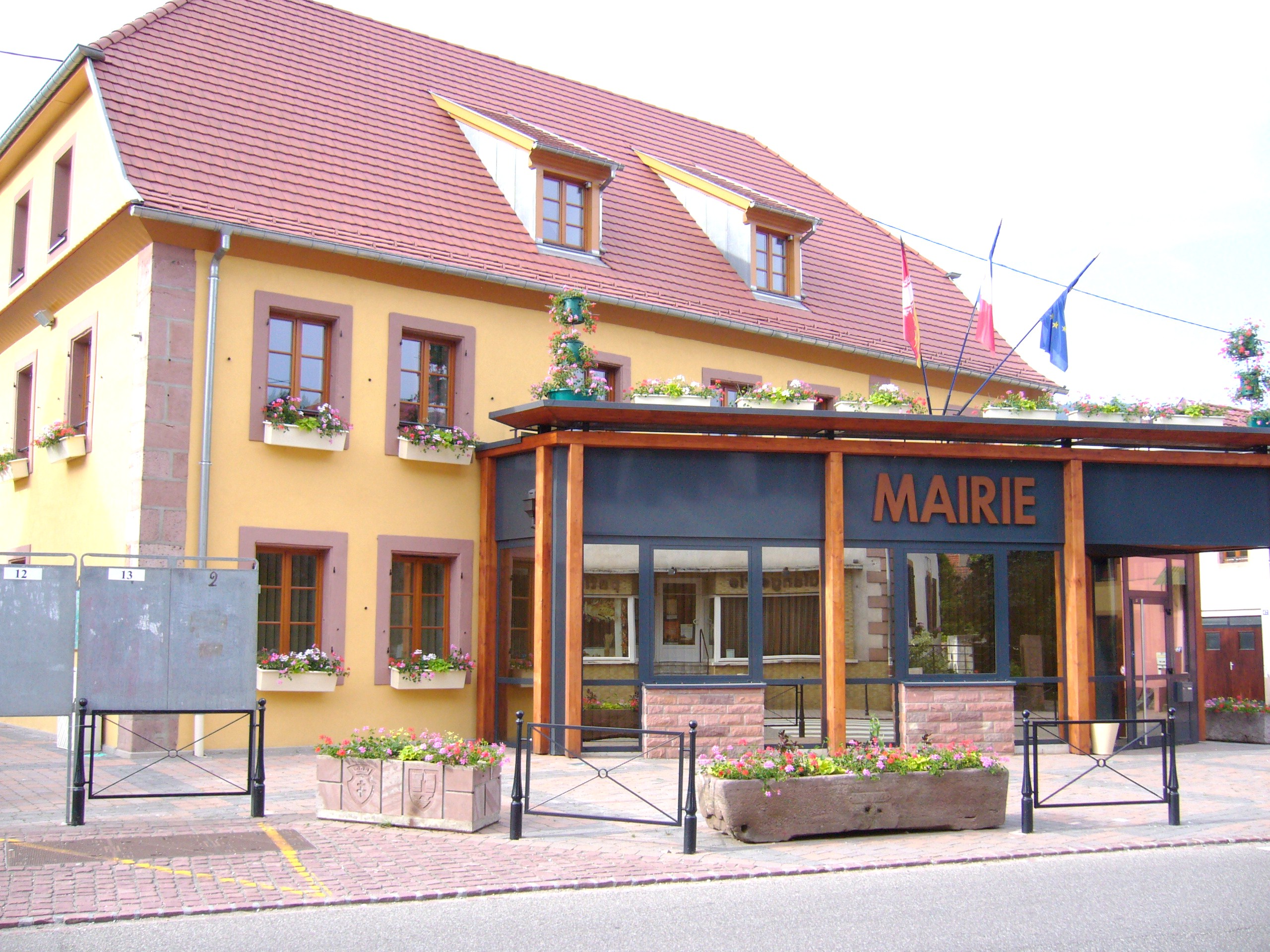
Здание мэрии